# (8046) Ajiki
(8046) Ajiki  es un asteroide perteneciente al cinturón de asteroides, descubierto el 25 de enero de 1995 por Takao Kobayashi desde el Observatorio de Ōizumi, en Japón.

## Designación y nombre
Fue designado inicialmente como 1995 EH.
Más adelante, en 2003 fue nombrado por Osamu Ajiki (nacido en 1965), astrónomo aficionado y programador informático, contribuyó a la popularización de la astronomía desarrollando una amplia variedad de software astronómico que utilizan regularmente astrónomos de todo el mundo.

## Características orbitales
Ajiki orbita a una distancia media del Sol de 2,429 ua, pudiendo acercarse hasta 2,352 ua y alejarse hasta 2,506 ua. Tiene una excentricidad de 0,032 y una inclinación orbital de 22,293° grados. Emplea en completar una órbita alrededor del Sol 1382,78 días.
Pertenece a la familia de asteroides de (25) Phocaea.

## Características físicas
Su magnitud absoluta es 13,85. Tiene 5,423 km de diámetro. Su albedo se estima en 0,288.